# Christoph Daum
Christoph Daum (Zwickau, 24 de outubro de 1953 – Colônia, 24 de agosto de 2024) foi um treinador e futebolista alemão. Seu último trabalho foi à frente da Seleção da Romênia.

## Carreira
Após encerrar sua carreira como jogador, Daum passou a treinar o Colônia B, em 1981. Quatro temporadas após, virou assistente no time principal, e, na temporada seguinte, o treinador. Permaneceu durante quatro temporadas como treinador na equipe principal do Colônia. Durante esse período, Daum foi duas vezes vice-campeão alemão.
Ganhando destaque nacional pelas campanhas do Colônia, em novembro de 1990, foi liberado pelo então presidente do clube, Dietmar Artzinger-Bolten, para assinar com o Stuttgart, onde conquistou o Campeonato Alemão e Supercopa da Alemanha, em 1992. No entanto, Daum escalou um jogador irregular contra o Leeds United, pela Liga dos Campeões da UEFA, o que resultou na eliminação do Stuttgart e sua dispensa.
Na temporada seguinte, assinou com o Beşiktaş, da Turquia, onde conquistou um Campeonato Turco, uma Copa da Turquia e uma Supercopa da Turquia. Ficou durante duas temporadas no clube turco, mas após duas derrotas, foi dispensado.
Logo em seguinte, retornou a Alemanha para o Bayer Leverkusen. Durante quatro temporadas, foi três vezes vice-campeão alemão. Por conta disso, em 2000, Daum, após a Eurocopa de 2000, estava cotado para assumir a seleção alemã, mas por admitir uso de cocaína, acabou perdendo a vaga para Rudi Völler.
Por conta do uso da cocaína, acabou, além de perder a chance de treinar a seleção, sendo despedido do Bayer, e, estava sendo julgamento. Por esses motivos, Daum não foi contratado por nenhum clube na Alemanha, fazendo voltar para sua ex-equipe na Turquia: o Beşiktaş. Ficou uma temporadas, não conquistando títulos. Acabou assinando com o Austria Wien, da Áustria, onde conquistou o título nacional.
Acabou retornando a Turquia, após conquistar o Campeonato Austríaco com o Austria Wien, agora, para o rival Fenerbahçe. Durante sua três temporadas no clube, foi duas vezes campeão turco, mas deixando a desejar na Liga dos Campeões da UEFA, o que resultava em criticas da imprensa turca. Apesar dos dois títulos, acabou perdendo o título nacional em sua terceira temporada para o rival Galatasaray, o que resultou em sua demissão.
Em 27 de novembro de 2006, assumiu o Colônia, clube onde iníciou sua carreira como treinador, levando o clube a elite alemã na temporada seguinte. Apesar de não ter feito campanhas brilhantes com o Colônia, em 2 de junho de 2009, retornou ao Fenerbahçe, com um contrato de três anos.[carece de fontes?]
Acertou em 22 de março de 2011 com o Eintracht Frankfurt, firmando contrato até o término da temporada. Tendo chegado ao clube com o propósito de livrá-lo do rebaixamento, acabou não tendo sucesso, conseguindo como melhores resultados em suas sete partidas à frente do clube apenas três empates. Por conta disso, acabou não renovando seu contrato e anunciando sua saída em 16 de maio. Alguns meses depois, em 9 de novembro, foi anunciado como novo treinador do belga Brugge.
Morreu em 24 de agosto de 2024, aos setenta anos, em Colônia.